# Trixiphichthys
Trixiphichthys is een monotypisch geslacht van straalvinnige vissen uit de familie van driestekelvissen (Triacanthidae).

## Soort
- Trixiphichthys weberi (Chaudhuri, 1910)